# كيفن كينيدي
كيفن كينيدي (بالإنجليزية: Kevin Kennedy)‏ هو لاعب كرة قاعدة أمريكي، ولد في 26 مايو 1954 في لوس أنجلوس في الولايات المتحدة.

## وصلات خارجية
- كيفن كينيدي على موقعبيزبول رفرنس.كوم (الدوري الثانوي) (الإنجليزية)